# 楊應登
楊應登（？—？），號觀來，雲南临安府阿迷州人，明朝政治人物。

## 生平
萬曆十九年（1591年）辛卯科雲南鄉試舉人，二十六年（1598年）戊戌科進士。初任内江县知县，询秕政蠹民者革之。二十九年行取，三十六年八月授兵部武库司主事，杨应龙之变，运饷督兵，备极劳瘁。吕贼由锺啸聚川中，士民惊恐，应登谓子士模曰：贼众入我疆，城破在旦夕，我且往喻，尔怀印脱，不测即走成都。遂挺身入贼垒，晓以利害，应时解散，吕贼就擒。萬曆四十三年（1615年）二月累官至广西苍梧道副使，驭将吏，戢军民，严贡市，咸中窍要。

## 家族
曾祖楊会清，监生。祖父楊拱極，廪生。父楊自和，王府典膳。